# 立憲帝政黨
立憲帝政黨是日本明治時代的政黨，成立於1882年，是相對於當時勃興的自由民權運動，屬於支持政府的政黨。

## 簡介
立憲帝政黨是在1882年3月13日，由與自由黨、立憲改進黨等等民黨相對抗的東京日日新聞社長福地源一郎、明治日報的丸山作樂、東洋新聞的水野寅次郎所組成。該政黨於4月4日在大阪創立了機關報——大東日報（社長羽田恭輔、主筆原敬）。
立憲帝政黨的黨議綱領有天皇主權、實施欽定憲法、選舉資格限制、軍隊國家化、司法獨立、言論自由等主張，由於以成為與自由黨與立憲改進黨對抗的政府執政黨為目標，在有意擁護國學家、舊士族階級與有力商人、高級官吏、神官、僧侶等宗教家等等體制的國粹主義御用政黨中，受到保守派的支持，但是由於組織層面的薄弱，以及因為政府不久後改行超然主義而失去存在意義，隔年（1883年）9月24日便因此解散。
不過，大東日報在該黨解散後以獨立系的政府派報社身分繼續營運，於1885年5月15日改名為内外新報，之後在1887年4月8日廢刊。